# Zygomyia flavicoxa
Zygomyia flavicoxa är en tvåvingeart som beskrevs av Marshall 1896. Zygomyia flavicoxa ingår i släktet Zygomyia och familjen svampmyggor. Inga underarter finns listade i Catalogue of Life.